# Хаукиярви (озеро, Калевальский район)
Хаукиярви — озеро на территории Луусалмского сельского поселения Калевальского района Республики Карелии.

## Общие сведения
Площадь озера — 1 км². Располагается на высоте 207,0 метров над уровнем моря.
Форма озера лопастная. Берега каменисто-песчаные, местами заболоченные.
Через озеро протекает река Хаукийоки, впадающая в озеро Пистаярви, через которое протекает река Писта, впадающая в озеро Верхнее Куйто.
По центру озера расположен один относительно некрупный остров без названия.
К северо-западу от озера проходит автодорога местного значения.
Код объекта в государственном водном реестре — 02020000811102000004463.